# 仕事のあとのラジオGYM
『仕事のあとのラジオGYM』（しごとのあとのラジオジム）は2022年10月4日から2023年9月27日まで、岐阜放送ラジオ（ぎふチャンラジオ）で火曜・水曜の18:30-21:00に生放送されていた音楽・情報番組である。

## 概要
同番組の前枠は、『Nine oh! for you』で、2018年度から2年間このゾーンタイトルで放送したのち、2020年度から2年間はゾーンタイトルを解消するも、『岐阜放送ラジオ火 - 金曜18時ワイド番組枠』として、日替わりで音楽番組を自主制作（ナイターシーズン中（年度上半期）は随時『ぎふチャンゴールデンナイター』も放送）を編成してきたが、これを2022年9月30日で終了し、2022年度のナイターオフシーズン（年度下半期）は、当該時間帯の自社制作枠を火・水曜の2日間に絞り、この番組が編成された。
タイトルにある通り、仕事や学校から帰ってきたリスナーを対象に、仕事終わり、夕食の後、就寝前など、様々なリスナーの生活の多様性のニーズにこたえ、それに相応したラジオの楽しみ方「心と体を整えるラジオ」を音楽とともに提案するというもの。
放送開始時点では2022年度のナイターオフ限定番組の予定だったが、2023年度のナイターシーズンも継続された。また、通常本番組が編成されない木・金曜には、ラジオ関西制作の音楽ワイド番組をネット受けしており、アール・エフ・ラジオ日本とラジオ関西がプロ野球中継を組んだ場合には追従して『ぎふチャンダイナミックナイター』としてネット受けしているが、ぎふチャンでは稀に『ダイナミックナイター』を編成せずに『臨時営業』と題して本番組を代替放送することがあった。
本番組の終了に伴い、当該枠ではラジオ日本の『60TRY部』のネットを5年半ぶりに再開した。

## メインパーソナリティー
- 火曜日:藤井裕生（2023年4月 - 番組終了）
- 水曜日:荒井美玖（番組開始－番組終了）

過去
- 火曜日:相川真一（番組開始 - 2023年3月）

その他、随時ぎふチャンのアナウンサーがアシスタントを務める回がある。木・金曜の「臨時営業」のパーソナリティーは不定。

## 主なコーナー
- ラジオ交換日記 - 2人のパーソナリティーが日頃のプライベートトークを交換日記形式で綴る。
- Walking On The Radio　ノンストップ〇〇 - ある1組のアーティストの楽曲特集で、テンポの良い曲を中心に1回につき15-20分程度ノンストップで音楽をかけ続ける。
- #ツナガル歌リレー - ぎふチャンの開局60周年を記念し、2022年1月1日から1年間展開しているぎふチャンの平日の各ワイド番組ごとに「歌しりとり」を展開し、歌のタスキをつないでいくキャンペーン。